# Алај-барјак
Алај-барјак, бригадна односно батаљонска застава, је назив за војну и државну заставу Црне Горе.

## Историја
Име се састоји од турских речи алај и барјак. Најпре је главна војна застава била крсташ-барјак а за доба књаза Данила I Петровића је промењена у алај-барјак. Уместо белог крста на црвеном пољу, уведен је зелени крст који је био је у употреби од 1854. до 1858. године.
Од 1858. црногорски алај-барјак је на црвеној подлози а, уместо крста, на средини је бели двоглави орао у полету. Изнад двоглавог орла налазила се круна, испод орла златни лав у ходу а на грудима орла иницијали књаза Данила Д.I (Данила првог). Исте године је установљена и титула алај-барјактара црногорске војске а први барјактар је био Машо Мијатов Кустудија.
Форма црногорског алај-барјака осим монархових иницијала H.I по Николи I Петровићу на грудима двоглавог орла, није се мењала до краја постојања Краљевине Црне Горе.

## Галерија
- Алај-барјак из битке на Граховцу, 1858.
- Алај-барјак на тврђави у Скадру, 1913.
- Црногорски војници држе алај-барјак на врху Тарабоша, 1913.
- Данашњи изглед заставе Црне Горе